# مونیکا (خواننده)
مونیکا دنیس براون(به انگلیسی: Monica Denise Brown) (نام خانوادگی قبل از ازدواج آرنولد Arnold;متولد ۲۴ اکتبر ۱۹۸۰) که با نام حرفه‌ای مونیکا (به انگلیسی: Monica)شناخته می‌شود خواننده، ترانه‌سرا، تهیه‌کننده موسیقی، و بازیگر مقطعی اهل آمریکا است. وی در کالج پارک در جورجیا به دنیا آمده‌است.